# Jardim Alegre
Jardim Alegre là một đô thị thuộc bang Paraná, Brasil. Đô thị này có diện tích 393,62 km², dân số năm 2007 là 14867 người, mật độ 34,8 người/km².